# Sương sáo
Sương sáo (phương ngữ miền Nam), Thạch đen (phương ngữ miền Bắc) hoặc thủy cẩm Trung Quốc (danh pháp khoa học Platostoma palustre) là một loài thực vật có hoa trong họ Hoa môi. Loài này được Carl Ludwig Blume miêu tả khoa học đầu tiên năm 1826 dưới danh pháp Mesona palustris. Năm 1997 A. J. Paton chuyển nó sang chi Platostoma. Chúng mọc mạnh tại các khu vực Đông Á như đông nam Trung Quốc, Đài Loan, trên những vùng đất cỏ, đất cát và đất khô.
Loài này được gọi là xiancao (仙草, "tiên thảo"), xianrenthao (仙人草, "tiên nhân thảo"), xianthaojiu (仙草舅, "tiên thảo cữu") theo tiếng quan thoại, sian-chháu (仙草, "tiên thảo") theo tiếng Mân Nam Đài Loan, và leung fan cao (涼粉草, "lương phấn thảo") trong tiếng Quảng Đông, หญ้าเฉาก๊วย trong tiếng Thái và được sử dụng chủ yếu để làm món thạch sương sáo.

## Đặc điểm
Sương sáo là cây thân thảo, hằng niên, cao 15–100 cm. Lá mọc đối, nguyên, dày, mép có răng cưa.

## Khai thác và chế biến

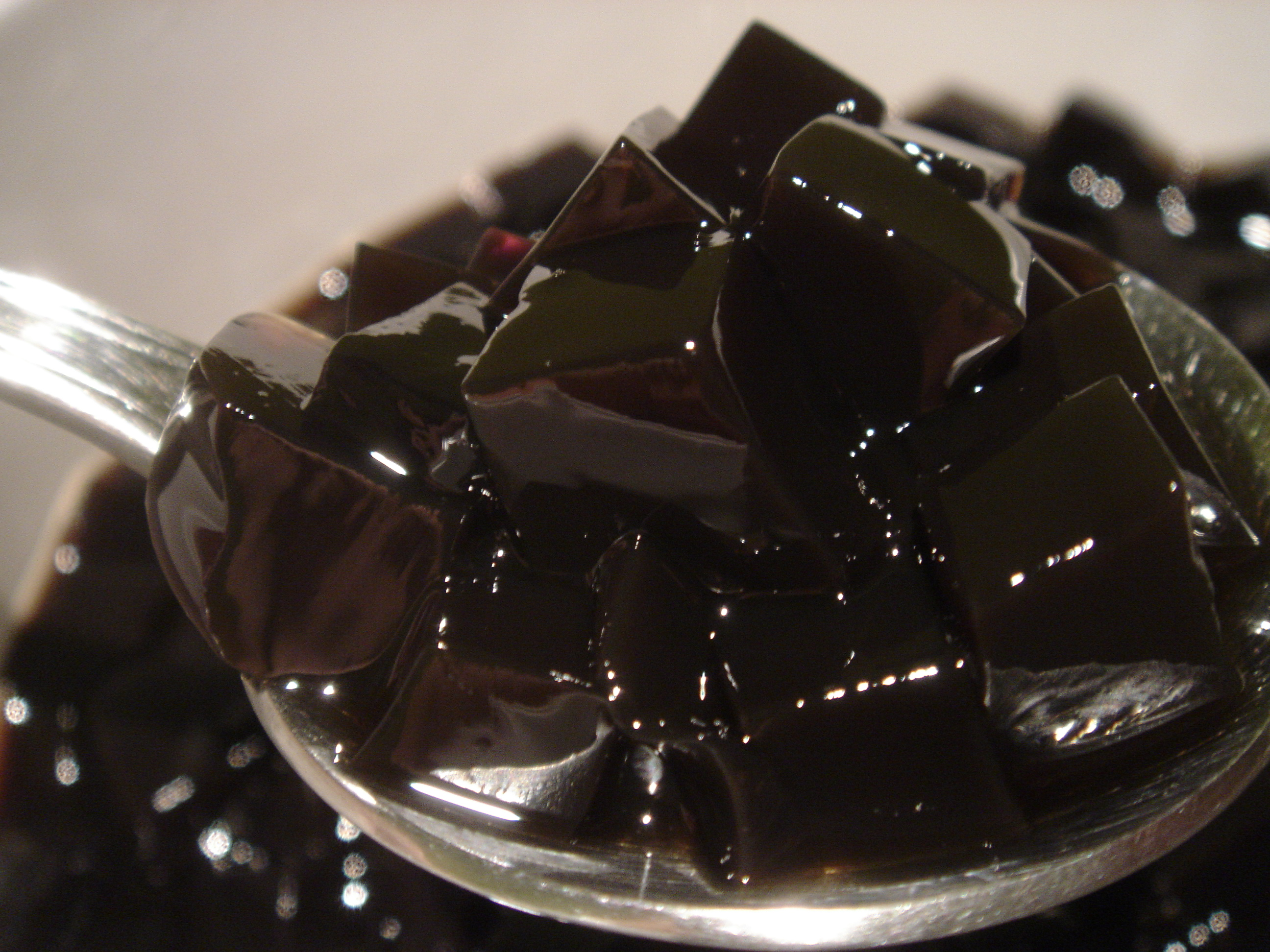
Thạch sương sáo được xắt miếng

Khai thác như sương sâm, nhưng lá sương sáo chỉ chế biến được sau khi phơi khô. Thân và lá sương sáo được thu hoạch (phơi khô để tồn trữ), xay nát, nấu trong nước, lược và thêm bột (sắn, gạo). Sản phẩm để nguội sẽ đông lại, có màu đen tuyền được ăn với nước đường và tinh dầu (thường là tinh dầu chuối được tổng hợp).
Sương sáo được cho là có tính mát, giúp hạ huyết áp, trị cảm mạo, đau khớp.